# حتان
حتان قرية سورية تتبع ناحية قورقينا في منطقة حارم في محافظة إدلب. بلغ عدد سكانها 928 نسمة في عام 2004 حسب إحصاء المكتب المركزي للإحصاء.